# يلينا أفاناسييفا
يلينا أليكساندروفنا أفاناسييفا (الروسية: Елена Александровна Афанасьева) هي عداءة مسافات متوسطة روسية ولدت في يوم 1 مارس 1967 في بلدة كولباكي في روسيا. أبرز إنجازاتها هو فوزها بالميدالية الذهبية في بطولة أوروبا لألعاب القوى 1998 في بودابست في سباق 800 متر، كما فازت بالميدالية الفضية في بطولة العالم لألعاب القوى 1997 في أثينا بنفس السباق، وفازت بالميدالية الفضية في بطولة العالم لألعاب القوى داخل الصالات 1995 في برشلونة.